# プレデター (映画)
『プレデター』（Predator）は、1987年のアメリカ合衆国のSFアクション映画。ジョン・マクティアナンが監督を務め、アーノルド・シュワルツェネッガーやカール・ウェザース、ジェシー・ベンチュラ、ケヴィン・ピーター・ホールが出演した。配給は20世紀フォックス。

## 概要
屈強な軍人 "ダッチ"（アーノルド・シュワルツェネッガー）率いるエリート特殊部隊が、任務先のジャングルで正体不明の高度な技術を持つ地球外生命体・プレデターに狙われるという物語である。
脚本は、1985年に『ハンター』という題名で、ジム・トーマスとジョン・トーマスの兄弟によって書かれた。撮影は1986年4月に開始され、スタン・ウィンストンによってクリーチャーが考案された。
製作費は1500万ドル。アメリカでは1987年6月12日に公開され、9800万ドルを超える興行収入を得た。初公開時の批評家の反応は賛否両論で、ストーリーには批判が挙がったが、数年後には批評家の態度はおおむね好評になった。
『プレデター2』（1990年）と『プレデターズ』（2010年）という2つの続編に加え、『エイリアンVSプレデター』（2004年）と『AVP2 エイリアンズVS.プレデター』（2007年）というクロスオーバー作品も製作されている。
さらに本作でリック・ホーキンスを演じたシェーン・ブラックが、2014年6月にフレッド・デッカーがスクリプトを書き、共同で『プレデター』の4作目に当たる本作のリブート的な続編『ザ・プレデター』を制作すると20世紀フォックスに発表。2018年9月に公開された。
「predator」は動物学用語で、「捕食動物」や「天敵」を意味する。この名称は、あくまで視聴者・制作者の用いるメタ視点での呼び名であり、本作に登場するクリーチャーの作中設定の種族名ではない。

## あらすじ
百戦錬磨の優秀な指揮官であるアラン・"ダッチ"・シェイファー少佐、他5人の兵士たちは、ダッチの元戦友で現在はCIAで働いているジョージ・ディロンにより緊急招集される。
一同はゲリラ部隊によって捕獲された政府の要人達を救出するため、中央アメリカに位置するバル・ベルデ共和国の密林地帯に出動する。
現場に降りたったダッチらは墜落したヘリの残骸と、皮膚を剥がされて木に逆さ吊りにされた特殊部隊隊員たちの死体を発見する。ゲリラの仕業にしては不自然とは思いつつ、ゲリラのアジトとなっている集落を襲撃しゲリラを殲滅させるが、現場の状況が事前の情報と大きく違う事を不審に思ったダッチがディロンを問い詰めると、ディロンは、人質救出作戦はダッチら優秀な兵士を駆り出すための嘘で、本当の目的は総攻撃作戦を控えたゲリラを殲滅させ機密資料を持ち帰るためであり、ヘリの死体は要人ではなく偵察隊であったことを白状する。
戦闘を終え、ゲリラの生き残り女性兵士のアンナを道案内役として拘束し、脱出ポイントへ出発する一同。しかし、彼らの動向はサーモグラフィーを使う何者かから監視されていた。道中、脱走を試みたアンナを追ったホーキンスが何者かに殺害され姿を消す。目撃者のアンナを問い詰めても「見えない何者かが襲ってきた」と証言は当を得ない。
ホーキンスを捜索する一同だが、続いてブレインが未知の武器で砲撃され死亡する。駆け付けたマックは半透明な姿に怪しく輝く2つの目を目撃。合流したダッチ達と共に、その何者かが逃げた方向へ一斉射撃を展開するが、そこには何も仕留めた痕跡はなかった。ディロンはゲリラの残党の仕業だと主張するが、さらにその夜ブレインの死体が持ち去られると、ダッチはその何者かは自分達を獲物として狙っており、それを倒さないと生きて帰れない事を悟る。
アンナから、一斉射撃の際に相手も傷を負った事を聞いたダッチ達は、多数の罠を仕掛けて待ち伏せる。そしてアンナが「人間を狩り、その頭蓋骨でトロフィーを作る悪魔」の言い伝えを物語った直後、何者かが罠にかかる。姿を見せたそれは光学迷彩で姿を隠し、肩にはプラズマキャノンを装備した異星人だった。
異星人を取り逃がしポンチョが重傷を負う。マックが追跡しディロンも加勢に向かうが、二人とも返り討ちに遭ってしまう。ダッチらの脱出の時間を稼ぐために単身で異星人との決闘に挑んだビリーもあえなく犠牲となり、さらにポンチョも射殺される。
異星人が非武装者を襲わないことを見抜いたダッチは、アンナだけを脱出ポイントまで先に走らせ、自身も異星人から必死に逃げるが、川から這い上がった所でとうとう追い詰められてしまう。ところが異星人は泥まみれの自分を見つけることなく去っていったことから、ダッチは異星人の視界は「生物の体温が発する赤外線」を可視化していることを発見するのだった。
わずかな火薬を残して銃火器をすべて失ったダッチは、決戦に備え体中に泥を塗り、ナイフで木を削って弓矢や投げ槍などさまざまな武器、そしていくつかの罠を作る。そして準備が整うと、火を燃やし雄叫びをあげ異星人を呼び寄せる。
一進一退の勝負は肉弾戦にまで及ぶが、ダッチは追い詰められながらも罠のある場所まで異星人を誘い込み、吊り上げていた巨木を落として致命傷を負わせる事に成功する。瀕死の異星人は「手首の装置」を起動させ高笑いを始めると、ダッチはそれが自爆のカウントダウンだと悟り走り出す。
森林が丸ごと吹き飛ぶほどの大爆発が起きた直後、夜明けとともにアンナを乗せた救出ヘリの乗員が煙の晴れ間から見付けたものは、奇跡的に難を逃れ立ち尽くすダッチの姿だった。

## キャスト
アラン・"ダッチ"・シェイファー少佐（Alan "Dutch" Schaefer）
演 - アーノルド・シュワルツェネッガー
コマンド部隊の隊長。元グリーン・ベレーの隊員で、ディロンとは元戦友。屈強な身体と優秀な頭脳で、過去に数々の戦績をあげてきた。その百戦錬磨の実績から今作戦の部隊指揮官を任される。「自分たちは殺し屋ではなく、レスキュー部隊である」というポリシーを持っており、今回は救出作戦だと聞かされたため引き受けていた。しかし一方で、作戦遂行時には手段を問わず、相手を壊滅させることも厭わない。葉巻愛好家で、戦場でも吸っている。コルトAR-15（M203 グレネードランチャー付き）を装備。
早くから自分たちを狙う得体のしれない物の存在を察知し、これに勝利しなければ全滅は免れないことを悟る。プレデターとの戦闘の中でほぼ全ての近代的な武装を失いながらも、相手の決定的な弱点を発見すると、弓矢や槍などの原始的な武器や罠を自作し、死闘の末に勝利した。
『プレデター2』『プレデターズ』では、名は出ないものの、プレデターと遭遇した特殊部隊の唯一の生還者として語られている。
『プレデター ハンティンググラウンズ』では、2025年時点でも生存しており、地球に現れたプレデターを狩り続けている事を自ら語っている。
弟がおり、コミックおよび小説で刊行された『プレデター: コンクリート・ジャングル』に主人公として登場している。ニューヨーク市警察の刑事という設定である。続編の『プレデター: コールドウォー』及び『プレデター: ダークリバー』にも登場する。
アル・ディロン（Al Dillon）
演 - カール・ウェザース
ダッチの元戦友。現在は軍を退役し、CIA職員を務めている。ゲリラ殲滅作戦を担当しており、グリーンベレーのホッパーを送り込むも失敗。そのためダッチら優秀な兵士たちを招集し、救出作戦だと話をでっち上げ、自らも同行し現場に向かう。兵士としても優秀だが、現役時代に比べて若干衰えがある描写がされている。H&K HK94A3を装備。
また互いに仲の良いマックとブレインからは嫌悪感を持たれており、表向きの救出作戦を疑われていた節がある。隊員に犠牲者が出ても、ゲリラの残党の仕業だと主張し、未知の何者かの存在を信じなかった。
物語の後半でマックとともにプレデターを追跡するが逆に待ち伏せされ、プレデターのプラズマキャノンによって銃を持った右腕を切り落とされる。なお応戦を試みるが、腹部をリストブレイドで貫かれ断末魔の絶叫をあげながら絶命した。
アンナ・ゴンザルベス（Anna Gonsalves）
演 - エルピディア・カリロ
ゲリラに所属する女性兵士。ゲリラ殲滅後、ディロンが道案内役に捕囚する。一同の中で最初のプレデター目撃者で、プレデターが出血したことも発見する。当初はスペイン語しか話せないふりをしていたが、実は英語でも普通に会話でき、徐々にダッチを信頼し協力するようになる。現地の先住民の末裔で、ダッチらに古くから部族に伝わる「蒸し暑い夏に現れ、人間の頭蓋骨をトロフィーにする悪魔」の伝説を教えた。ポンチョが殺害された際に彼の銃で応戦しようとするが、プレデターが「武器を持たない者を殺さない」ことを見抜いたダッチに阻止される。ダッチと共に生還を果たす。
マック・エリオット（Mac Eliot）
演 - ビル・デューク
黒人の軍曹。ベトナム戦争ではブレインと同じ小隊に属し、その小隊が2人を残して全滅するという激戦から生還した屈強な兵士。ディロンに対して好意的ではなく、行軍中に足を踏み外した彼を激しく恫喝した。安全剃刀で時折顔を空剃りする。サコーM60E3を装備。
アンナの次にプレデターを目視し、射撃で傷を負わせる。プレデターに殺されたブレインの仇打ちを誓い、ディロンとともに追跡するが、光学迷彩で接近してきたプレデターに気づけず、プラズマキャノンで頭部を撃ち抜かれ死亡した。
ブレイン・クーパー（Blain Cooper）
演 - ジェシー・ベンチュラ
マックの相棒で、階級は軍曹。かつてベトナム戦争でマックと同じ小隊に属し、共に過酷な戦場を潜り抜けてきたため、互いに「兄弟」と呼び合う。噛みたばこを常用し、ぼろぼろのスラウチハットを被っている。ディロンのことを快く思っておらず、行軍のヘリコプター内で彼の靴に唾を吐き、挑発した。M134ミニガンを愛用する。ホーキンスの死体の捜索中、背後からプレデターのプラズマキャノンで撃ち殺される。
ビリー・ソール（Billy Sole）
演 - ソニー・ランダム
ポイントマン。インディアン・スー族の末裔。鋭い第六感を持ち、プレデターの気配を最初に察知した人物。斥候に長けている。コルトAR-15（モスバーグM500付き）を装備。
ダッチらが退避する時間を稼ぐため、丸木橋の上でマチェテ一本のみを手にプレデターを迎え撃つが、目前に現れたプレデターにあえなく殺され、頭蓋骨をトロフィーにされる。
ホルヘ・"ポンチョ"・ラミレス（Jorge "Poncho" Ramirez）
演 - リチャード・チャベス
擲弾兵。チカーノで、スペイン語に堪能。37mmグレネードランチャーを装備し、斥候も担当。終盤、負傷してダッチに担がれて退却する途中でプレデターのプラズマキャノンで頭を撃たれ、死亡する。
リック・ホーキンス（Rick Hawkins）
演 - シェーン・ブラック
通信兵。大きなワイヤー眼鏡がトレードマーク。猥談の要素を含んだジョークとコミックが好き。H&K HK94A3を装備。
ゲリラの拠点から回収ポイントに向かう途中、逃走を図ったアンナを追跡した際にプレデターの襲撃を受け、部隊の中で最初の犠牲者となると、死体は内臓を引きずり出されて樹上に逆さ吊りにされた。
ジム・ホッパー（Jim Hopper）
グリーンベレーで、ダッチの古い友人。ディロンの依頼でダッチらに先立って派遣されたが、プレデターにより殺される。その死体は皮を剥ぎ取られ、木に吊るされていた。ダッチの弁では優秀な兵士であり、ホッパーに対してゲリラが待ち伏せを仕掛けたとしても回避、あるいは突破することが可能だという。
ホーマー・フィリップス少将（Homer L. Philips）
演 - R・G・アームストロング
アメリカ陸軍情報部の高官。ディロンに協力しダッチの部隊を派遣させた。その後、ヘリコプターで彼を救出した。コミックと小説『Predator: Concrete Jungle』と『Predator: Cold War』と『Predator: Dark River』の3作品にも登場する。
パイロット（Pilot）
演 - ケヴィン・ピーター・ホール
ヘリコプターのパイロット。フィリップス少将の指示でダッチを救出した。映画では無名だったが、コミック『Predator: Dark River』ではマーサーという名前が設定されている。
プレデター（Predator）
演 - ケヴィン・ピーター・ホール、ピーター・カレン（声）
外宇宙からやってきた異星生物種族。人類を遥かに凌駕する身体能力と技術力、高い知能を持ち、「強い生命体を狩ること」を生き甲斐とする好戦的な種族。しかし反面、強くない・武器を持っていない生命体は歯牙にもかけずに見逃す。光学迷彩とプラズマ兵器を用い、赤外線を探知する。
シリーズ内の個体区別の都合上、「プレデター・ウォーリアー」と呼ばれているケースが多い。
ロシア人顧問（Russian advisor）
演 - スヴェン＝オーレ・トールセン
バル・ベルデのゲリラ部隊を支援するため、ソ連から送られた無名のロシア人の顧問。ゲリラ陣地の小屋で捕虜の人質を銃殺した後、捕虜を救出しに来たダッチたちのグレネードランチャーの攻撃で死亡する。

## 日本語吹替
※（）内は日本語吹替完声版での追加録音時の代役
| 役名                 | 俳優                                        | 日本語吹替                                       | 日本語吹替                                                                                       |
| 役名                 | 俳優                                        | フジテレビ版                                     | テレビ朝日版                                                                                     |
| -------------------- | ------------------------------------------- | ------------------------------------------------ | ------------------------------------------------------------------------------------------------ |
| ダッチ               | アーノルド・シュワルツェネッガー            | 屋良有作                                         | 玄田哲章                                                                                         |
| ディロン             | カール・ウェザース                          | 内海賢二 （楠大典）                              | 菅生隆之                                                                                         |
| アンナ               | エルピディア・カリーロ                      | 勝生真沙子                                       | 塩田朋子                                                                                         |
| マック               | ビル・デューク                              | 麦人                                             | 麦人                                                                                             |
| ブレイン             | ジェシー・ベンチュラ                        | 銀河万丈                                         | 青野武 （浦山迅）                                                                                |
| ビリー               | ソニー・ランダム                            | 飯塚昭三                                         | 大友龍三郎                                                                                       |
| ポンチョ             | リチャード・チャベス                        | 山口健 （桐本琢也）                              | 大塚芳忠                                                                                         |
| ホーキンス           | シェーン・ブラック                          | 江原正士                                         | 神谷和夫                                                                                         |
| フィリップス少将     | R・G・アームストロング                      | 渡部猛                                           | 加藤精三                                                                                         |
| プレデター           | ケヴィン・ピーター・ホール (スーツアクター) | 笹岡繁蔵                                         | 大友龍三郎                                                                                       |
| プレデター           | ピーター・カレン (声)                       | 笹岡繁蔵                                         | 大友龍三郎                                                                                       |
| パイロット           | ケヴィン・ピーター・ホール                  | 藤田昇                                           | 幹本雄之                                                                                         |
| パイロット           | ジャック・ヴェルボワ                        | 斉藤茂                                           | 田中正彦                                                                                         |
| ブレイザー・ワン     |                                             | 幹本雄之                                         | 田中正彦                                                                                         |
| ゲリラ               | ウィリアム・H・バートン・ジュニア           | 幹本雄之                                         | 原語流用                                                                                         |
| ゲリラ               | ヘンリー・キンジ                            |                                                  | 原語流用                                                                                         |
| 日本語版制作スタッフ |                                             |                                                  |                                                                                                  |
| 演出                 | 演出                                        | 左近允洋                                         | 蕨南勝之                                                                                         |
| 完声版演出           | 完声版演出                                  | 三好慶一郎                                       | 三好慶一郎                                                                                       |
| 翻訳                 | 翻訳                                        | 宇津木道子                                       | 岡枝慎二（字幕） 平田勝茂（吹替）                                                                |
| 完声版翻訳           | 完声版翻訳                                  | 平田勝茂                                         | 平田勝茂                                                                                         |
| 効果                 | 効果                                        | PAG                                              | 関根正治                                                                                         |
| 調整                 | 調整                                        | 飯塚秀保                                         | 栗林秀年                                                                                         |
| 完声版録音・調整     | 完声版録音・調整                            | オムニバス・ジャパン                             | オムニバス・ジャパン                                                                             |
| プロデューサー       | プロデューサー                              | 小笠原恵美子                                     | 松田佐栄子                                                                                       |
| 制作担当             | 制作担当                                    |                                                  | 小川眞紀子 倉持ゆり子                                                                            |
| 完声版制作担当       | 完声版制作担当                              | 飯塚義豪 大矢隆太                                | 飯塚義豪 大矢隆太                                                                                |
| スタジオ             | スタジオ                                    | グロービジョン                                   | スタジオ・ザウルス（録音） ムービーテレビジョン（編集）                                          |
| 配給                 | 配給                                        | 東映 （20世紀フォックス映画）                    | 東映 （20世紀フォックス映画）                                                                    |
| 制作                 | 制作                                        | グロービジョン                                   | ムービーテレビジョン                                                                             |
| 完声版制作           | 完声版制作                                  | 東北新社                                         | 東北新社                                                                                         |
| 解説                 | 解説                                        | 高島忠夫                                         | 淀川長治                                                                                         |
| 初回放送             | 初回放送                                    | 1989年4月22日 21:02-22:54 『ゴールデン洋画劇場』 | 1993年8月22日 21:02-22:54 『日曜洋画劇場』 追加録音版 2001年8月12日 21:02-22:54 『日曜洋画劇場』 |

テレビ朝日版は2001年8月12日の放送時にダッチ、ディロン、ポンチョ、マック、ビリーの一部セリフが追加録音され、「吹替の帝王」にはその当時の追加録音時の改訂版台本を縮刷したものが封入された。このバージョンの吹き替えでは、1度マックがダッチを「少佐」ではなく「大佐」と呼ぶミスがある。この部分は「吹替の帝王」に収録の完声版にて録り直して修正された。
- DVDのアルティメット・エディション及びDTSエディション、通常版Blu-rayにはテレビ朝日版の吹替音声を収録（放送当時のカット部分は字幕対応）。
- 20世紀フォックス ホーム エンターテイメント ジャパンの「吹替の帝王」シリーズ第3弾として、フジテレビ版・テレビ朝日版両方の吹き替えに、テレビ放送ではカットされたシーンの吹き替え音声を追加録音した「日本語吹替完声版」を収録したBlu-ray Discが2013年12月20日に発売された。同時発売の『プレデター3D』にもテレビ朝日版の完声版が収録された（フジテレビ版は未収録）。ただしこれらの完声版はプレデターの声や、声優による吹替だった登場人物の叫び声などが、ほぼ全て原音に差し替えられたものとなっている。テレビ朝日版は後にイマジカBSで放送された際に吹替の帝王版の音源をベースに叫び声などを吹替に差し戻したものが放送された（後にBS日テレでも再放送）。またテレビ朝日版はBSテレビ東京で放送された際は、帝王版の音源をそのまま使用しており叫び声などは原音となっていた。
- 2018年8月17日発売のUltra HD Blu-ray、2018年12月5日発売の「吹替の帝王」シリーズ第15弾「製作30周年記念ニューマスター/日本語吹替完声版」では、上述のプレデターの声などを声優による吹替に差し戻した、フジテレビ版・テレビ朝日版両方の完声版が収録された。
- フジ版ではブレインが使用した銃が銃の名称で呼称されることがなかったが、「吹替の帝王」の追加録音部分で宇津木ではなく平田が訳した部分ではテレ朝版と同じく「チェーンガン」とマックに呼称されている。

## 地上波放送履歴
| 回数 | 放送日         | 放送時間    | 放送局     | 番組枠             | 吹替         |
| ---- | -------------- | ----------- | ---------- | ------------------ | ------------ |
| 1    | 1989年4月22日  | 21:02-22:54 | フジテレビ | ゴールデン洋画劇場 | フジテレビ版 |
| 2    | 1991年1月5日   | 21:02-22:54 | フジテレビ | ゴールデン洋画劇場 | フジテレビ版 |
| 3    | 1992年8月26日  | 21:00-22:54 | TBS        | 水曜ロードショー   | フジテレビ版 |
| 4    | 1993年8月22日  | 21:02-22:54 | テレビ朝日 | 日曜洋画劇場       | テレビ朝日版 |
| 5    | 1995年2月18日  | 21:02-22:54 | フジテレビ | ゴールデン洋画劇場 | フジテレビ版 |
| 6    | 1997年8月10日  | 21:02-22:54 | テレビ朝日 | 日曜洋画劇場       | テレビ朝日版 |
| 7    | 2000年2月26日  | 21:00-22:54 | フジテレビ | ゴールデン洋画劇場 | フジテレビ版 |
| 8    | 2001年8月12日  | 21:02-22:54 | テレビ朝日 | 日曜洋画劇場       | テレビ朝日版 |
| 9    | 2004年7月25日  | 21:20-23:14 | テレビ朝日 | 日曜洋画劇場       | テレビ朝日版 |
| 10   | 2005年12月29日 | 21:00-22:54 | テレビ東京 | 木曜洋画劇場       | テレビ朝日版 |
| 11   | 2007年10月12日 | 21:03-22:54 | 日本テレビ | 金曜ロードショー   | テレビ朝日版 |
| 12   | 2008年11月23日 | 21:00-22:54 | テレビ朝日 | 日曜洋画劇場       | テレビ朝日版 |
| 13   | 2010年7月7日   | 21:00-22:54 | テレビ東京 | 水曜シアター9      | テレビ朝日版 |
| 14   | 2012年5月20日  | 21:00-23:10 | テレビ朝日 | 日曜洋画劇場       | テレビ朝日版 |
| 15   | 2014年2月10日  | 13:25-15:25 | テレビ東京 | 午後のロードショー | テレビ朝日版 |
| 16   | 2015年2月3日   | 13:35-15:35 | テレビ東京 | 午後のロードショー | テレビ朝日版 |
| 17   | 2019年3月20日  | 13:35-15:40 | テレビ東京 | 午後のロードショー | テレビ朝日版 |
| 18   | 2021年4月16日  | 13:40-15:40 | テレビ東京 | 午後のロードショー | テレビ朝日版 |

## 製作

### 企画
『ロッキー4/炎の友情』公開後の数ヶ月間、ハリウッドではあるジョークが出回っていた。それはロッキー・バルボアの闘う相手はもう地球上にはおらず、次の対戦相手は異星人になるだろう、というものである。脚本家のジムとジョン・トーマスはこのジョークを真に受け、それを基に脚本を執筆した。トーマス兄弟の書いた最初の脚本の題名は『ハンター』（Hunter）だった。1985年に20世紀フォックスにこの脚本が選ばれ、製作のジョエル・シルバーに引き渡された。シルバーは『コマンドー』での経験から、予算をこのSFアクション映画に回すことを選択した。彼は元上司のローレンス・ゴードンを共同製作にし、ジョン・マクティアナンを監督に雇った。ニュージーランドのジェフ・マーフィーも監督の候補に挙がっていた。
スタン・ウィンストンによって考案された初期のモンスターのデザインと、完成版とではかなり違いがある。当初はジャン＝クロード・ヴァン・ダムがクリーチャーを演じる予定だったが、彼は初期版のスーツを用いたテスト撮影をした後、「スーツは動きにくく暑すぎる」と主張した。加えてプレデターがシナリオの都合上クロマキーとなるシーンが多い事、得意のマーシャルアーツをシェイファー役のシュワルツェネッガーとの対戦で披露するつもりだったが、その場面もない事を不満としてヴァン・ダムは降板。最終的にケヴィン・ピーター・ホールが演じ、敏捷かつタフな生命体として描かれることになるが、ヴァン・ダムがスタジオを去った直後は、企画が行き詰っていた。マクティアナンはシュワルツネッガーからスタン・ウィンストンを紹介され彼と相談する。そしてフォックス・スタジオに向かう飛行機でモンスターのスケッチをしていたウィンストンは『エイリアン2』の監督ジェームズ・キャメロンと一緒になる。キャメロンは節足動物の下顎を参考にすることを提案した。これが後にプレデターを象徴する特徴となる。

### 配役
シルバーとゴードンは最初に、主演でアーノルド・シュワルツェネッガーに出演依頼をする。エリート特殊部隊に真実味を持たせるため、シルバーとゴードン、共同製作のジョン・デイヴィスは巨体の俳優を探す。『ロッキー』でアポロ・クリードを演じたカール・ウェザースがディロン役の候補に挙がる。元プロレスラーで特殊部隊に所属していたジェシー・ベンチュラはその体格からブレイン役に選ばれる。そして人種のバランスのため、ネイティヴ・アメリカンのソニー・ランダムとリチャード・チャベス、『コマンドー』でシュワルツェネッガーと共演した、アフリカ系アメリカ人ビル・デュークが起用される。ジョエル・シルバーの大ヒット作『リーサル・ウェポン』の脚本を書いたシェーン・ブラックも出演し、さらに若手だったマクティアナンの手助けをした。出演者は軍事訓練を受け撮影した。
当初のプレデター役だったジャン＝クロード・ヴァン・ダムの時は、武道を活かした忍者風の怪物のアイデアが出ていた。しかしシュワルツェネッガーやウェザース、ベンチュラといった肉体で知られる俳優が多く出演するためさらに脅威的な登場が必要だった。加えて、ヴァン・ダムが上記のスーツの不満を申し出たため、この案は没となった。その後ヴァン・ダムは降板し、ケヴィン・ピーター・ホールが選ばれる。ホールは 218cm の身長があり、ちょうど『ハリーとヘンダスン一家』のビッグフット役を終えたところだった。そしてプレデターの声はピーター・カレンに依頼される。カレンは1976年の『キングコング』で喉を痛めたため初めは消極的だったが、マスクを外したプレデターを見て引き受けた。彼はプレデターのデザインがカブトガニを連想させると述べている。

### 音楽
音楽は、1985年に『バック・トゥ・ザ・フューチャー』で成功を収めたアラン・シルヴェストリが担当した。『プレデター』は彼がはじめて担当する大作アクションだった。彼はアクションとサスペンスを強調した音楽の他に、リトル・リチャードの歌「ロング・トール・サリー」を使用した。この歌はジャングルへ向かうヘリコプターのシーンで流れている。他にも、ブービートラップを脱出したプレデターを追うマックが、歌詞の一部を口にしている。シルヴェストリは続編も担当し、『エイリアン』と『プレデター』シリーズで2作品を担当した、唯一の作曲家となった。